# Tim Sebastian
Tim Sebastian (Lipsia, 17 gennaio 1984) è un ex calciatore tedesco, di ruolo difensore.

## Caratteristiche tecniche
Difensore centrale, all'occorrenza poteva giocare come terzino destro o come mediano.

## Carriera
Vanta 58 presenze e 2 gol in Bundesliga.

## Palmarès

### Club

#### Competizioni nazionali
- Fußball-Regionalliga: 1

RB Lipsia: 2012-2013 (Girone Nord-est)